# Synthemis wollastoni
Synthemis wollastoni är en trollsländeart som beskrevs av Campion 1915. Synthemis wollastoni ingår i släktet Synthemis och familjen skimmertrollsländor. Inga underarter finns listade i Catalogue of Life.